# 花蓮縣考古博物館
花蓮縣考古博物館（英語：Hualien Archaeological Museum），位於臺灣花蓮縣壽豐鄉豐山村，為花蓮縣級考古博物館，前身為豐田市場翻新整建，館內展出史前玉文化的原料區豐田玉礦區，並鄰近支亞干遺址、重光遺址等史前大型玉作坊遺址，於2021年1月24日開館。

## 沿革
該博物館原為壽豐鄉公所於1986年建立的「公共造產豐田公有零售市場」。惟自設置以來，營運狀況不佳、攤位慘澹，最終只好閒置。後來地方人士爭取該地轉型為「台灣玉文化館」，但由於鄉公所於2004年及2006年向經濟部申請經費時皆是以「市場修繕」名義申請補助，在依法行政的基礎上，只能繼續以市場營運。
2015年在壽豐鄉長張懷文協調下，壽豐鄉公所將豐田市場無償委託予花蓮縣文化局。後來，由於花蓮縣陸續發現155處以上的遺址，並逐漸展開調查研究與考古發掘，出土大量考古遺物；隨著出土遺物逐漸增加，及考量出土文物需有妥當存放空間，花蓮縣文化局將豐田市場規劃為縣級考古博物館，以推廣、教育考古文化。該案獲得文化部文化資產局資助新台幣7200萬元整修，其中4500萬進行拉皮作業、2700萬元用於文物展示設施之施工，於2017年發包、2020年底完工，並於2021年1月24日正式開幕。

## 館藏
館藏及展品以花蓮地區的考古遺址文物為收藏基礎，並以花東地區距今3500年前獨特玉文化產業為展覽核心。截至2021年為止，該館館藏計約80萬件。

## 展場
花蓮縣考古博物館全館面積佔地2234.9平方公尺。展場有兩層樓，一樓設置服務台、常設展廳、圖書閱覽區、文化商店，二樓設有開放式樓台、特展空間、研究室、多功能教室等等。
常設展廳目前有三個單元主題，設有線上語音導覽服務及博物館團體導覽預約服務。

## 開放時間
展館為收費進場參觀，開放時間為週三至週日上午09:30-下午5:00止（閉館前30分鐘停止入館），每週一至週二固定休館，國定假日另行公告。

## 外部連結
- 花蓮縣考古博物館 （页面存档备份，存于）

23°50′55″N 121°29′37″E / 23.8484813°N 121.4936403°E